# متروی فوکوئوکا
متروی فوکوئوکا (انگلیسی: Fukuoka City Subway) سامانه قطار شهری زیرزمینی در شهر فوکوئوکا، ژاپن است.
این مترو که در سال ۱۹۸۱ تأسیس شده، دارای ۳ خط، ۳۵ ایستگاه و ۳۰ کیلومتر طول می‌باشد.

## نگارخانه

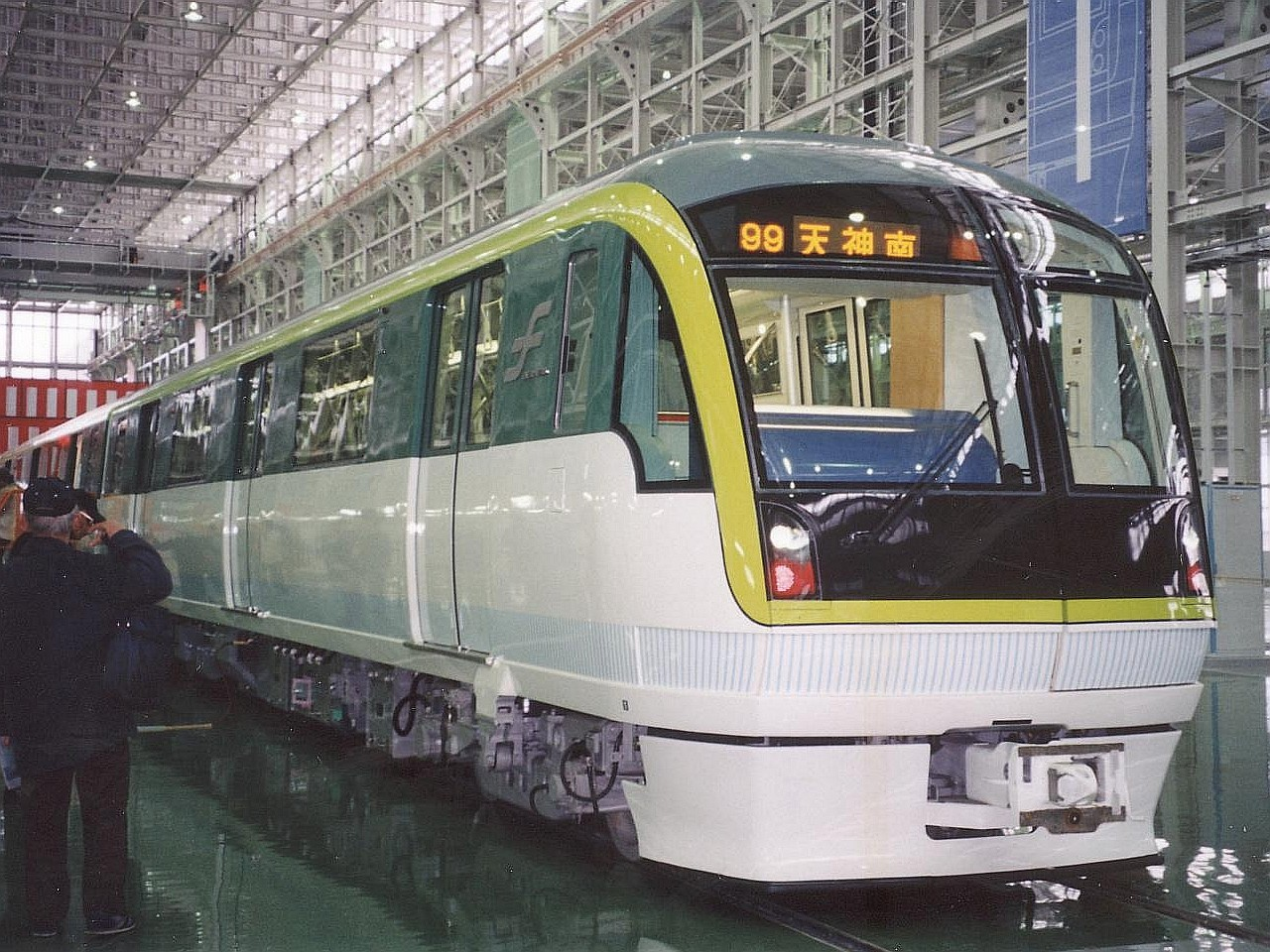
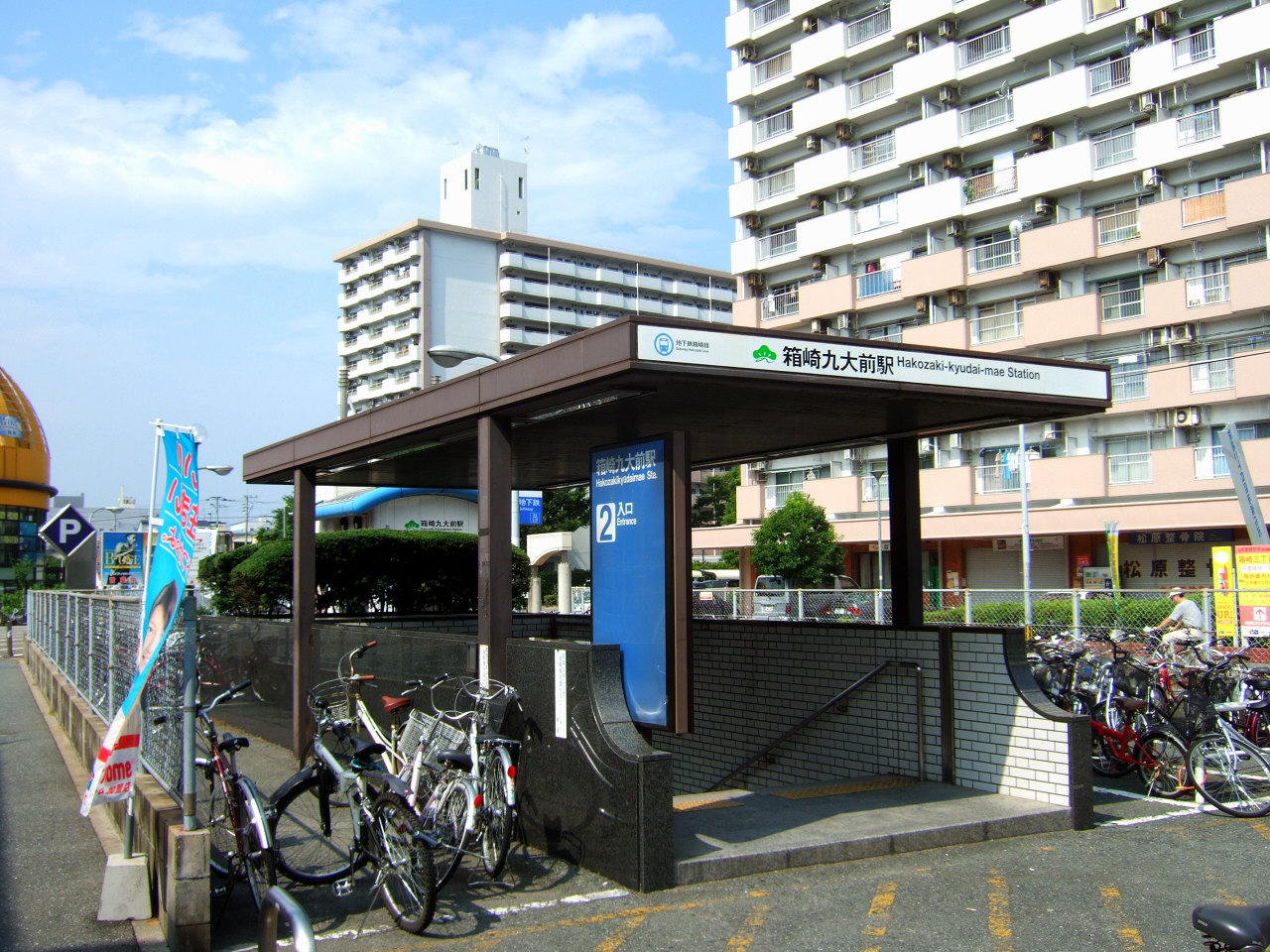
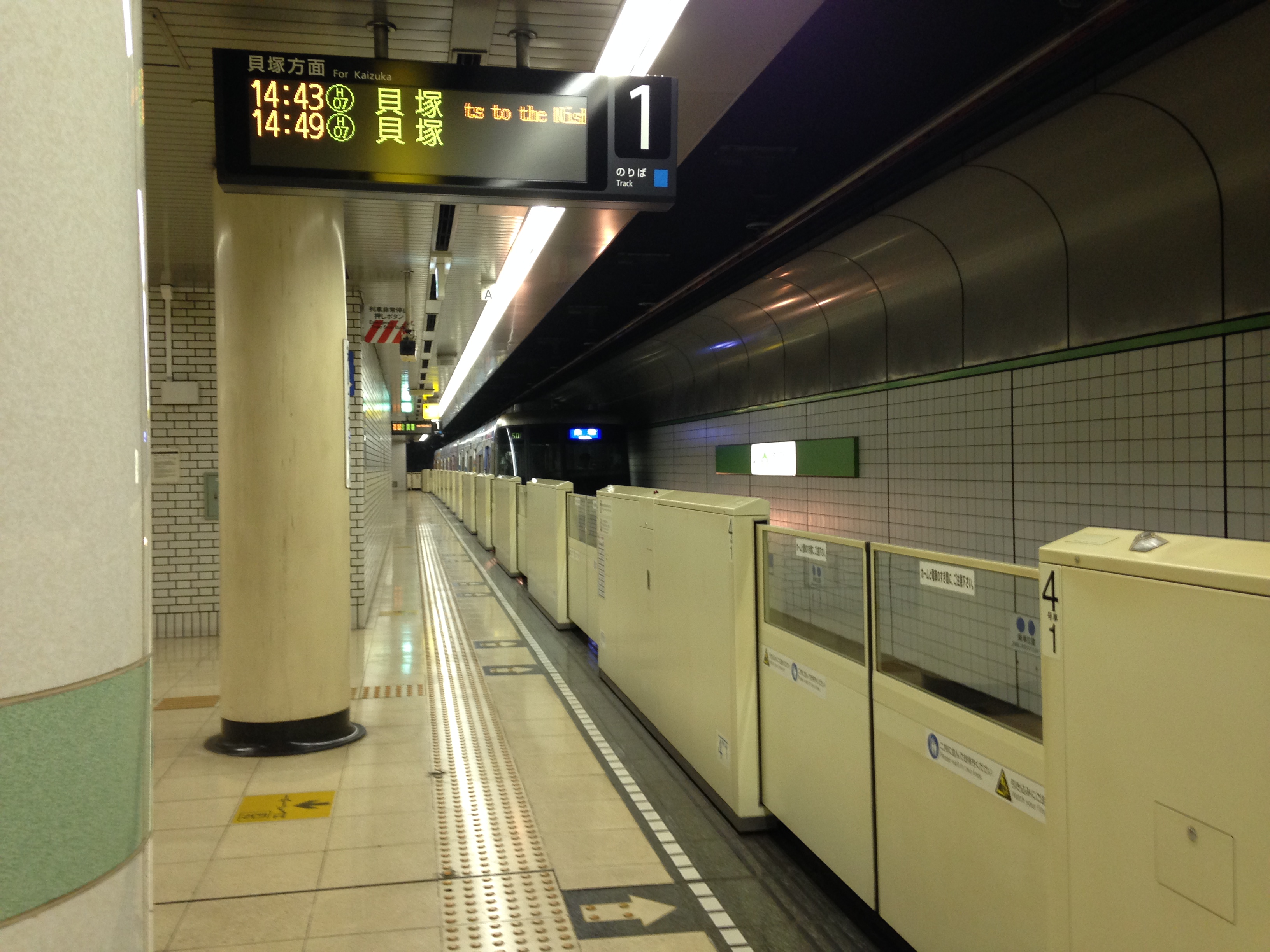
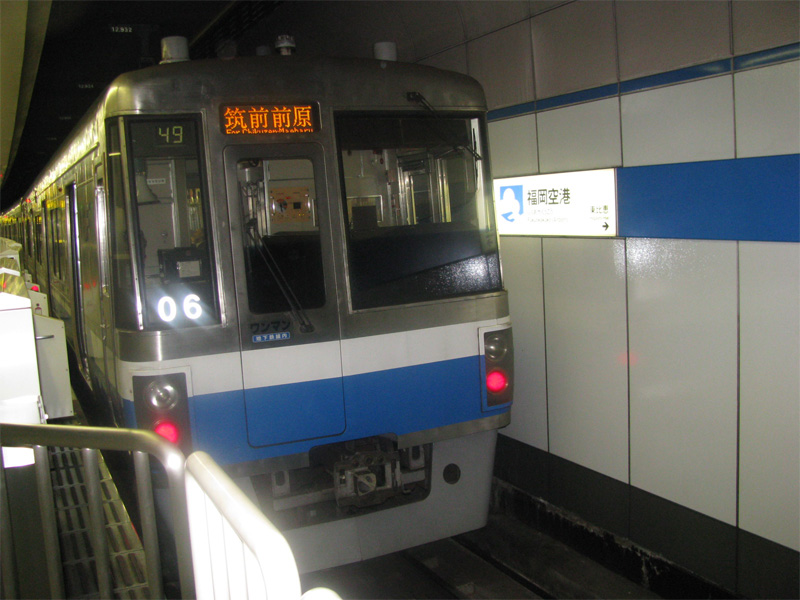
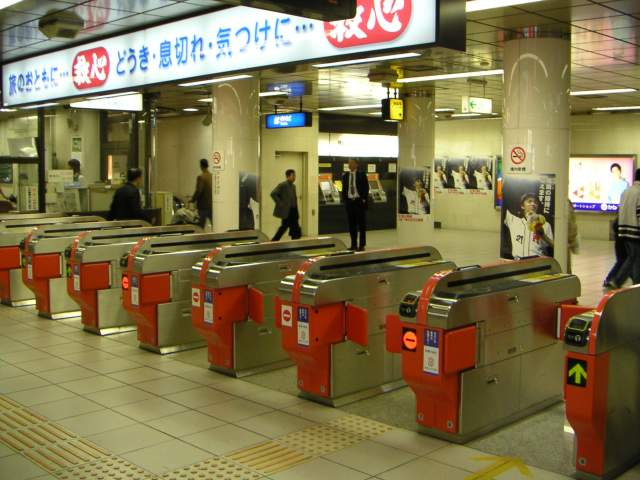
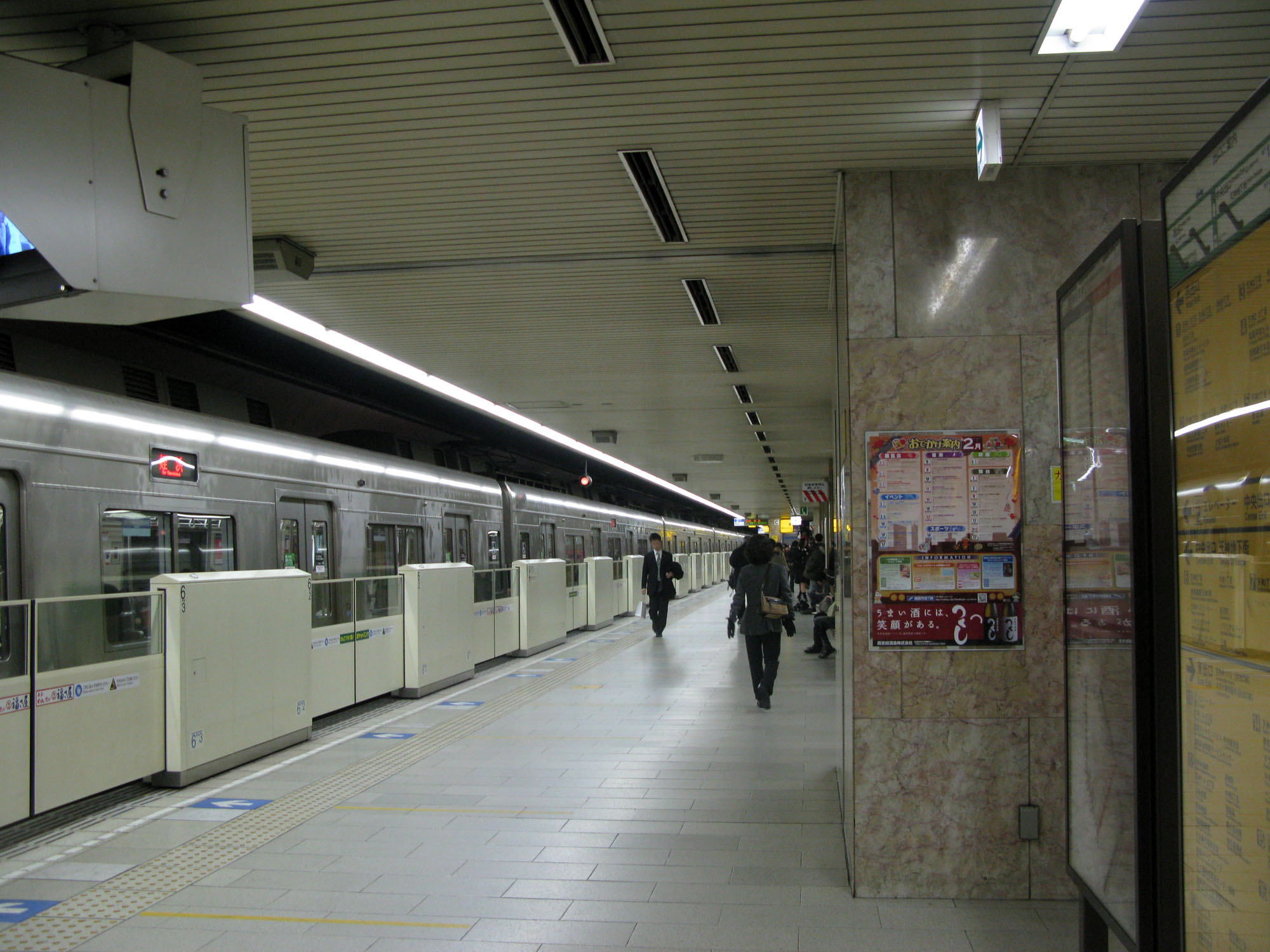
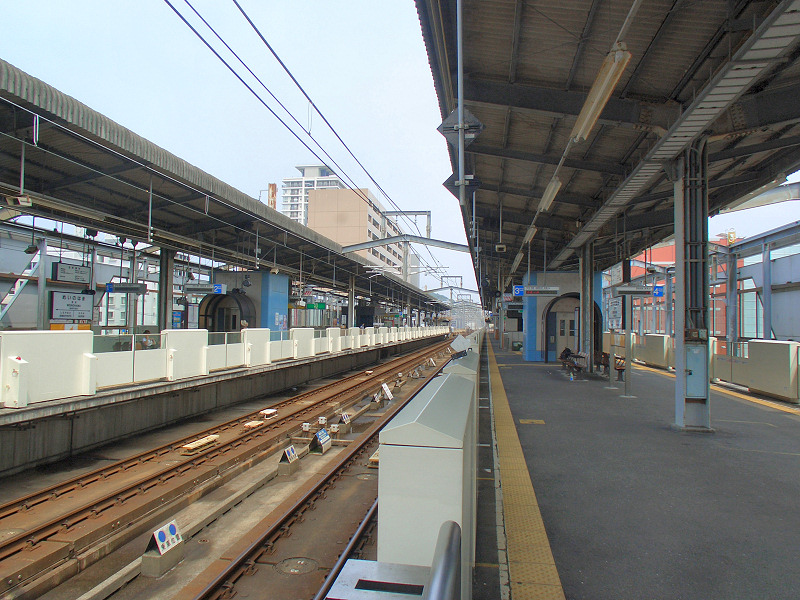

## خط‌ها
| رنگ و نشان | رنگ و نشان | Mark   | خط     | نام           | افتتاح اولین بخش | آخرین گسترش | طول                      | ایستگاه‌ها | اندازه ریل               |
| ---------- | ---------- | ------ | ------ | ------------- | ---------------- | ----------- | ------------------------ | --------- | ------------------------ |
| orange     |            | K      | خط ۱   | Kūkō Line     | ۱۹۸۱             | ۱۹۹۳        | ۱۳٫۱ کیلومتر (۸٫۱ مایل)  | ۱۳        | ۱٬۰۶۷ mm (3 ft 6 in)     |
| blue       |            | H      | خط ۲   | Hakozaki Line | ۱۹۸۲             | ۱۹۸۶        | ۴٫۷ کیلومتر (۲٫۹ مایل)   | ۷         | ۱٬۰۶۷ mm (3 ft 6 in)     |
| green      |            | N      | خط ۳   | Nanakuma Line | ۲۰۰۵             | -           | ۱۲٫۰ کیلومتر (۷٫۵ مایل)  | ۱۶        | ۱٬۴۳۵ mm (4 ft 8 1⁄2 in) |
| مجموع:     | مجموع:     | مجموع: | مجموع: | مجموع:        | مجموع:           | مجموع:      | ۲۹٫۸ کیلومتر (۱۸٫۵ مایل) | ۳۵        |                          |